# 長蔵ヒロコ
長蔵 ヒロコ（ながくら ヒロコ）は、日本の漫画家。

## 来歴
初投稿作品作となる「RAMA」（鈴木啓丸（すずき ひろまる）名義）で「第2回エイジコミック大賞」に入選し、当該作品が月刊ドラゴンエイジに掲載される。その後、読切作品「神トあなたノ殺シ方」（鈴木啓丸名義）を発表。
2006年、『闇に恋したひつじちゃん』（長蔵啓丸（ながくら ひろまる）名義）で連載デビューを果たす。『闇に恋したひつじちゃん』の単行本は富士見書房から2巻が発売されたが、完結となる3巻の単行本は発売されなかった。後にエンターブレインより未刊行だった分も併せて上下巻で完結まで収録されたものが刊行された。
2008年から2012年まで連載された『伝説の勇者の伝説』（原作：鏡貴也）漫画版より、現在のペンネームとなり、今日に至る。

## 作品リスト

### 月刊ドラゴンエイジ掲載
- RAMA（鈴木啓丸名義）
- 神トあなたノ殺シ方（鈴木啓丸名義）
- 闇に恋したひつじちゃん（長蔵啓丸名義）
- 伝説の勇者の伝説（原作：鏡貴也）（2008年8月号 - 2012年3月号）

### Fellows!掲載
- 恋色カラス（エンターブレイン・Fellows! Vol.21に読み切り掲載）
- ルドルフ・ターキー（Fellows! Vol.25 - ハルタ Vol.49、全7巻）

### ハルタ掲載
- 煙と蜜（読み切り版、ハルタ Vol.30<2015年12月14日発売>の応募者全員サービスの冊子「U12 こどもフェローズ」）
- 煙と蜜（読み切り版、ハルタ Vol.38<2016年10月15日発売>）
- 煙と蜜（連載、ハルタ Vol.59<2018年11月15日発売>[6] - 連載中）